# Choristostigma plumbosignalis
Choristostigma plumbosignalis là một loài bướm đêm trong họ Crambidae.